# Автомобильный мост между Приморьем и КНДР
Автомоби́льный мост ме́жду Примо́рьем и КНДР (кор. 프리모리예와 북한을 잇는 자동차 다리) — проектируемый мостовой переход через реку Туманная (кор. 두만강, Туманган). Соглашение о его строительстве подписано 20 июня 2024 года между правительствами России и КНДР.

## История
До середины XX века через Туманную существовал деревянный трансграничный автодорожный мост длиной 374 метра, но затем он был разрушен. С 1959 года начал действовать железнодорожный «Мост Дружбы», который оставался единственным мостом через Туманную, напрямую связывающим СССР/Россию и КНДР.
Обсуждение строительства автомобильного моста через Туманную, который должен облегчить торговлю между Россией и КНДР, шло с 2018 года. Ранее также рассматривался проект создания понтонного моста.
На встрече президента РФ Владимира Путина с лидером КНДР Ким Чен Ыном 25 апреля 2019 года во Владивостоке были определены основные направления сотрудничества России и Северной Кореи, среди которых фигурировал и давно обсуждаемый проект автомобильного моста через реку Туманная. 26 апреля 2019 года губернатор Приморского края Олег Кожемяко заявил, что технико-экономическое обоснование для моста через пограничную реку Туманную готово и передано в Минвостокразвития. Однако начало работ откладывалось из-за международных санкций в отношении Пхеньяна.
30 апреля 2025 года дан старт строительства моста. 

## Детали проекта
Новый автомобильный мост будет построен на 415 метров ниже по течению действующего железнодорожного моста Дружбы в районе населённых пунктов Хасан (Приморье, Россия) и Туманган (КНДР). Пролёты переправы будут металлическими, количество полос — две, ширина проезжей части — 10 метров. Протяжённость моста составит 830 метров, в том числе 581 метр — корейская часть и 424 метров — российская часть (плюс 2,4 км подхода к мосту как продолжение автомобильной дороги «Уссури»).
Ориентировочное время строительства составит 1,5 года.
В начале марта 2025 года издание NK News опубликовало спутниковые фотографии строительства автомобильного моста между РФ и КНДР через реку Туманная. В статье NK News утверждалось, что с российской стороны наблюдаются активные строительные работы, в частности — идет работа по закладыванию основы для колонн моста.

## Строители
Ответственным за проектные работы и строительство моста стало ООО «ТоннельЮжСтрой». Госконтракт на выполнение работ был заключён до 31 декабря 2026 года. «ТоннельЮжСтрой» может привлекать к выполнению работ субподрядчиков и соисполнителей при условии, что компания сама осуществит не менее 60 % совокупного стоимостного объёма обязательств по госконтракту.

## Использование моста
Автомобильный мост, соединяющий РФ и КНДР, призван помочь увеличить объёмы торговли между странами. Однако некоторые эксперты опасаются, что невысокий трафик не оправдает затрат на строительство моста и окружающих территорий. При этом другие специалисты ожидают, что трасса окажется востребованной, поскольку она соединит Россию с особой экономической зоной КНДР Раджин-Сонбон (регион Расон).

## Международные согласования
Согласно Пекинскому договору 1860 года между Россией и Китаем (империей Цин) русско-китайская граница прошла примерно в 17 км вверх по течению от устья Туманной, а дельта реки и прилегающие к ней территории стали принадлежать России и Корее (тогда ещё единому корейскому государству Чосон), тогда как китайская Манчжурия оказалась отсечена от Японского моря. Пекин не раз обращался к Российской империи, а затем — к СССР с просьбой разрешить китайским судам плавать в нижнем течении Туманной, но получал отказ.
Только в 1991 году Москва подписала с Пекином Соглашение о советско-китайской границе на её восточной части. В статье 9 документа было зафиксировано: «Советская Сторона в том, что её касается, согласна, что китайские суда (под флагом КНР) могут осуществлять плавание по реке Туманная (Тумэньцзян) … с выходом в море и обратно». В той же статье соглашения оговаривалось, что «конкретные вопросы, связанные с таким плаванием, будут урегулированы по согласованию между заинтересованными сторонами». КНДР, которой принадлежит южный берег нижнего течения Туманной, напрямую не упоминалась, но отсылка на «заинтересованные стороны» подразумевала участие Северной Кореи в решении вопроса навигации по реке.
В 1990-е годы рассматривался вопрос китайского плавания по Туманной в рамках транснационального проекта «Туманган» — «золотого треугольника роста» в бассейне Туманной на стыке границ трёх государств. Этот проект был предложен в 1990 году Китаем на Конференции по экономическому и техническому сотрудничеству в Северо-Восточной Азии. Он получил поддержку со стороны Программы развития ООН (UNDP). В 1995 году КНР, РФ, КНДР, Южная Корея и Монголия подписали соглашения о создании межправительственной Консультативной комиссии Программы развития района реки Туманная (Tumen River Area Development Program, TRADP). В 1998 году был учреждён Секретариат TRADP в Пекине. В 2005 году TRADP переименовали в Расширенную туманганскую инициативу (РТИ, Greater Tumen Initiative). В качестве ключевых секторов для развития многостороннего сотрудничества под эгидой РТИ были определены транспорт, энергетика, инвестиции, туризм и окружающая среда. Однако в 2009 году КНДР официально вышла из состава РТИ и с тех пор не возвращалась в эту структуру. В настоящее время РТИ функционирует в ограниченном объёме.
В декабре 2023 года в совместном коммюнике по итогам 28-й регулярной встречи глав правительств России и Китая в Пекине было сказано, что стороны договорились «совместно с КНДР продолжать конструктивный обмен мнениями по теме плавания китайских судов в нижнем течении реки Туманная, включая организацию совместного экологического осмотра реки». Эта договорённость была подтверждена в совместном заявлении РФ и КНР по итогам визита Владимира Путина в Китай в мае 2024 года.
В апреле 2024 года в Приморском крае и провинции Цзилинь обсудили проект «Туманганский путь», предусматривающий создание туристического круизного маршрута по реке Туманная от китайской деревни Фанчуань городского уезда Хуньчунь провинции Цзилинь: маломерные суда с туристами будут проходить по реке вдоль российско-северокорейской границы по российской части реки, выходить в Японское море, разворачиваться и возвращаться вверх по реке в Фанчуань.
Если будет разрешён проход по Туманной военных катеров, то это даст КНР выход в Японское море. Так, китайский ракетный катер «типа 022» с 8 противокорабельными ракетами YJ-83 с дальностью действия 200—250 км при водоизмещении 224 т имеет осадку 1,5 м, что позволяет ему ходить по реке Туманной. где средняя глубина — 2 — 4 м (в устье из-за постоянных наносов ила 0,75 метра). Если такой катер выйдет из устья Туманной, то сможет получить огневой контроль примерно над третью акватории Японского моря. Также через Туманную могут проходить надводные и подводные дроны в Японское море.
В силу этих причин китайская сторона заинтересована, чтобы на Туманной не было объектов, которые могут помешать судоходству, например — мостов ниже определённой высоты.
«Мост обсуждается уже почти десять лет. И он изначально не очень нравился Китаю, поскольку КНР активно продвигает судоходство по реке Туманной и им мешает даже действующий железнодорожный мост Дружбы. Поэтому, возможно, нужно будет произвести ещё углубление дна, такой вариант тоже существует», — считает профессор кафедры корееведения Восточного института ДВФУ Марина Кукла.